# Donald Cabral

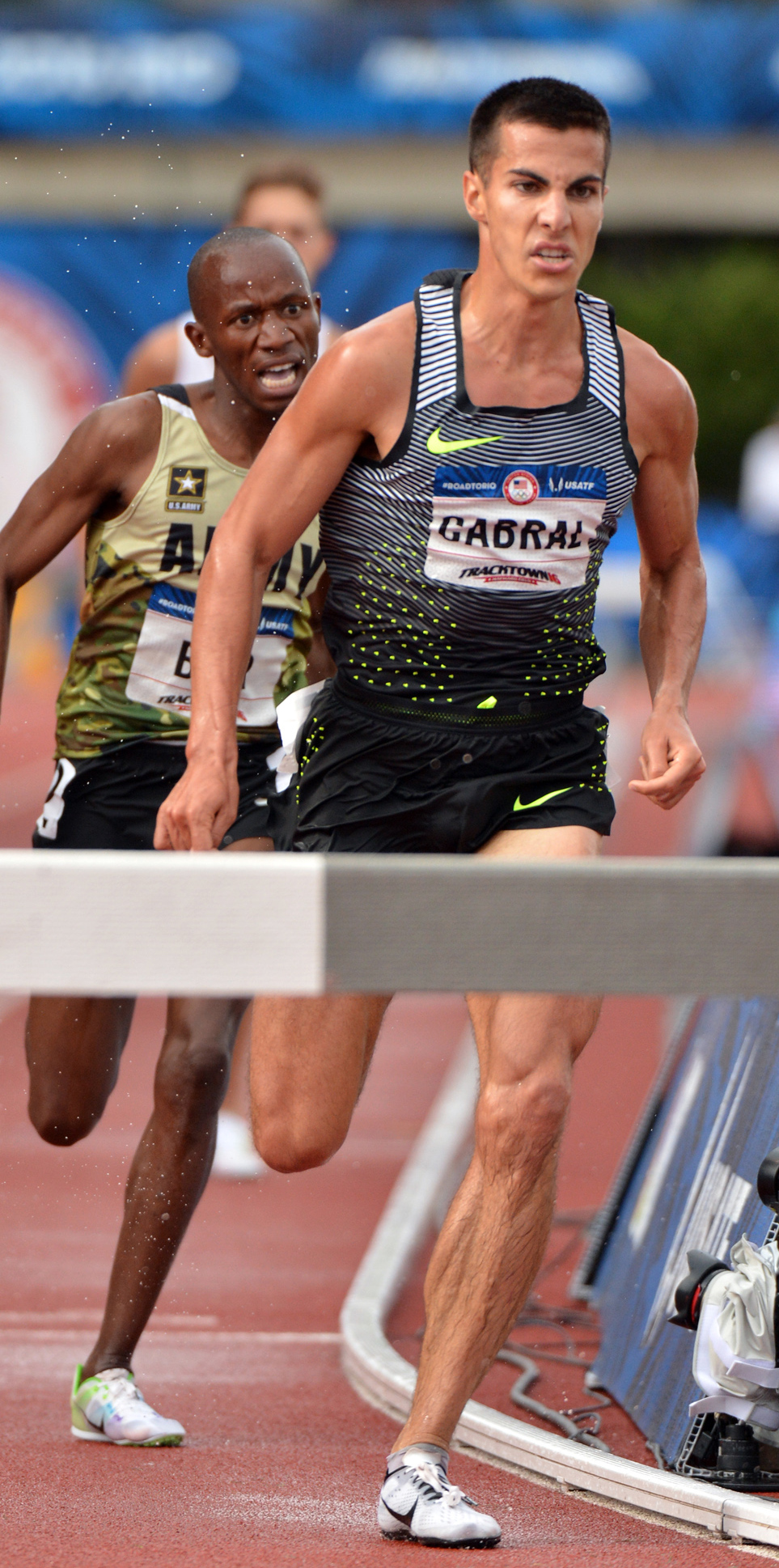
Donald Cabral (rechts), 2016

Donald „Donn“ Cabral (* 12. Dezember 1989 in Glastonbury, Connecticut) ist ein US-amerikanischer Hindernisläufer.
Über 3000 m Hindernis wurde er bei den Olympischen Spielen 2012 in London Achter und bei den Leichtathletik-Weltmeisterschaften 2015 in Peking Zehnter.
Für die Princeton University startend wurde er 2012 NCAA-Meister.

## Persönliche Bestzeiten
- 2000 m (Halle): 5:00,18 min, 15. Februar 2014, New York City
- 3000 m: 7:53,48 min, 21. Juli 2012, Stettin
  - Halle: 7:51,47 min, 8. Februar 2014, Boston
- 5000 m: 13:22,19 min, 4. Mai 2014, Palo Alto
  - Halle: 13:28,64 min, 14. Februar 2015, New York City
- 3000 m Hindernis: 8:13,37 min, 28. Juni 2015, Eugene